# Alfred-Nobel-Schule
Die Alfred-Nobel-Schule ist eine staatliche, bilinguale (italienisch-deutsch) Integrierte Sekundarschule. Sie befindet sich in Berlin-Britz. Für Schüler, die die nötigen Voraussetzungen erfüllen, besteht nach der neunten Klasse die Möglichkeit, auf ein Gymnasium zu wechseln.

## Geschichte und Standorte
Die Alfred-Nobel-Schule entstand in ihrer heutigen Form als ISS im Zuge der Berliner Schulstrukturreform durch Fusion der Anna-Siemsen-Schule (Hauptschule) am Britzer Damm und der Alfred-Nobel-Realschule in der Parchimer Allee. Heute werden beide Standorte genutzt, was dazu führt, dass einzelne Klassen und Lehrkräfte mitunter den etwa 15-minütigen Weg zwischen den Gebäuden im Schulalltag bewältigen müssen.

## Profil und Besonderheiten
Die Alfred-Nobel-Schule ist natürlich durch den SESB-Zug geprägt, das heißt viele Angebote sind zweisprachig deutsch-italienisch. Außerdem arbeitet die Schule auf SESB-Ebene mit dem benachbarten Albert-Einstein-Gymnasium zusammen.
Darüber hinaus setzt die Schule Schwerpunkte im Bereich der kulturellen Bildung. Seit 2012 ist sie Mitglied im Kulturagentenprogramm, mit dessen Unterstützung künstlerisch-kreative Projektwochen gestaltet wurden. Mit der Künstlerin Mona Jas von der Kunsthochschule Weißensee wurde das Labor Nobel gegründet, ein künstlerischer Experimentierraum.
Die Schule nimmt am Berliner Programm zur vertieften Berufsorientierung (BvBO) teil und bietet ihren Schülern eine Unterstützung bei Berufsorientierung und Berufswahlentscheidung. Sie kooperiert mit unterschiedlichen Bildungsträgern. Das Berufsorientierungsprogramm wird von der Deutschen Bahn AG und der S-Bahn Berlin GmbH gesponsert (Berufswahlpass).

## Preise und Auszeichnungen
- Qualitätssiegel für exzellente Berufliche Orientierung[9]
- Berliner Präventionspreis 2021[10]